# Global 2000

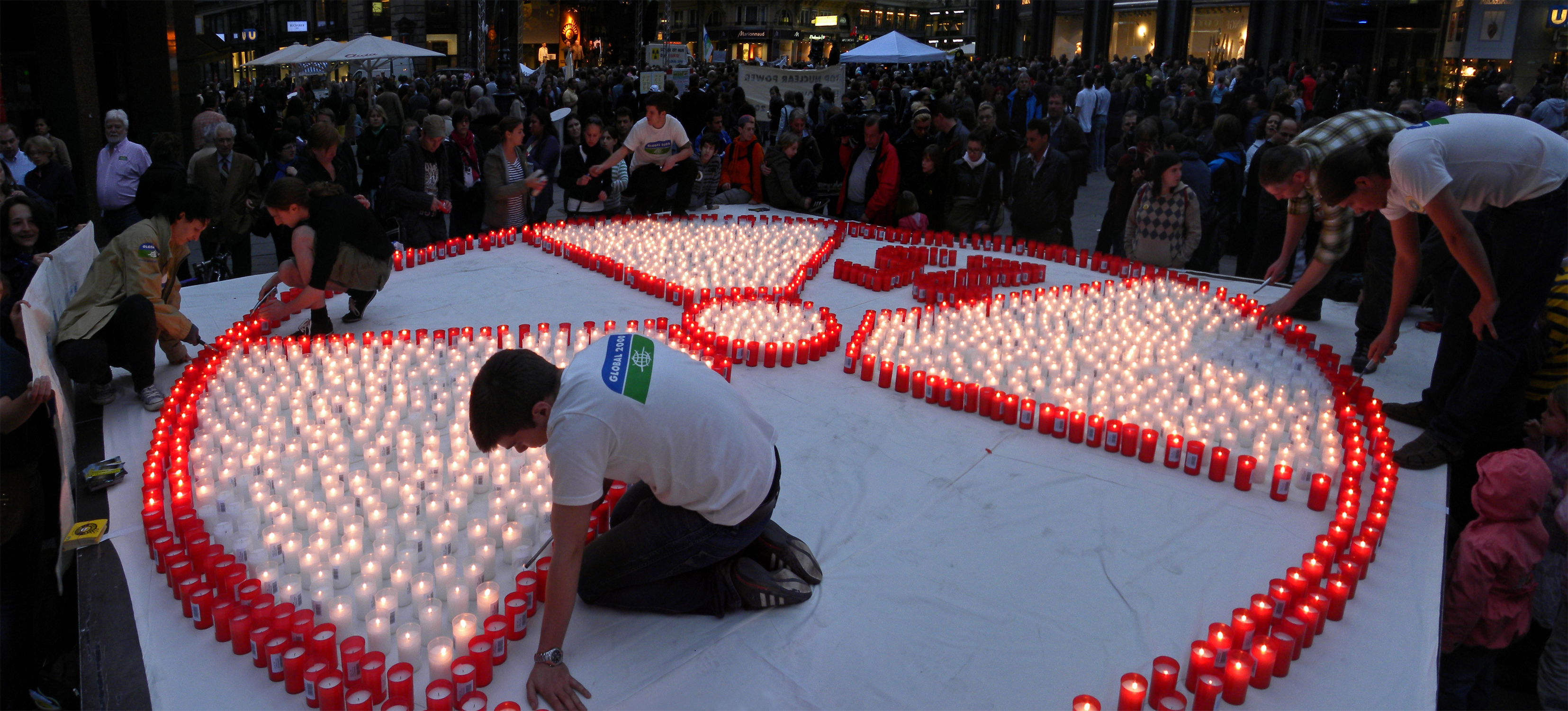
25. April 2011: 25 Jahre Nuklearkatastrophe von Tschernobyl

GLOBAL 2000 ist eine österreichische Umweltschutzorganisation. Sie wurde 1982 in Wien gegründet und besteht mittlerweile aus den Vereinen GLOBAL 2000 Umweltschutzorganisation sowie GLOBAL 2000 Umweltforschungsinstitut (UFI) (1991 gegründet).

## Aufgaben und Ziele
Die Kampagnen-Schwerpunkte der Organisation liegen derzeit in den Bereichen Kernenergie, Energie, Gentechnik, Globale Erwärmung, Pestizide, Tropischer Regenwald, Verkehr und in der Erarbeitung von nachhaltigen, zukunftsfähigen Konzepten in diesen Bereichen.
Ein weiterer Schwerpunkt ist das Projekt Tschernobylkinder, in dessen Rahmen Hilfstransporte organisiert und Gesundheits- und Sozialeinrichtungen in der Ukraine unterstützt, aber auch Erholungsaufenthalte für die Kinder durchgeführt werden.

## Organisation
Global 2000 ist die „größte rein österreichische Umweltorganisation“. Die Geschäftsstelle mit rund 50 bezahlten Mitarbeitern ist in Wien. Global 2000 ist Mitglied des internationalen Netzwerkes von Friends of the Earth.
Geleitet wird die Organisation von Geschäftsführer René Fischer (Stand Juli 2024).
Die Organisation finanziert sich überwiegend aus Spenden. Subventionen und Zuschüsse der öffentlichen Hand machen einen Anteil von unter 2 % der Einnahmen aus. 2022 konnte ein Jahresumsatz von 4,75 Millionen Euro erreicht werden.

## Geschichte
Die Organisation wurde 1982 in Wien von Mitgliedern der Anti-Atomkraft-Bewegung gegründet. Der Name der Organisation geht auf die bekannte Studie Global 2000 von 1981 zurück, in der durch die Regierung der USA globale Umwelt- und Entwicklungsprobleme dargestellt wurden.
Neben dem Kampf gegen Atomkraftwerke in Österreich und umliegenden Ländern war das Thema Luftverschmutzung ein Schwerpunkt der ersten Jahre. So konnte 1987 erreicht werden, dass die Müllverbrennungsanlage Flötzersteig in Wien mit Rauchgaswaschanlagen ausgestattet wurde.
1997 unterstützte die Organisation das Volksbegehren „Gegen Gentechnik“ in Österreich.
Später setzte sich die Organisation auch gegen den Einsatz von Chemikalien und Pestiziden ein. Im Jahr 2011 veröffentlichte sie eine Studie, in der nachgewiesen wurde, dass in neun von zehn Babyschnullern die hormonell wirksame Chemikalie BPA verwendet wurde. In der Folge erließ Österreich als erstes Land ein BPA-Verbot in Schnullern.
Nach einer Kampagne gegen Glyphosat darf in Österreich seit 2015 kein Glyphosat im Zuge der Vorerntebehandlungen des Brotgetreides verwendet werden.
Bis zum Verbot 2018, setzte sich die Organisation zusammen mit Imkern gegen bienenschädliche Neonicotinoide ein, welche beim Anbau von Wintergetreide eingesetzt wurden.
Die vom 7. Jänner 2020 bis 3. März 2025 amtierende Bundesministerin für Klimaschutz, Umwelt, Energie, Mobilität, Innovation und Technologie Leonore Gewessler war in den Jahren 2014 bis 2019 Geschäftsführerin der Umweltorganisation.

## Aktivitäten und Projekte

### Foto Quest
Zusammen mit dem Internationalen Institut für angewandte Systemanalyse (IIASA) wird über „FotoQuest“, eine Mobile App für den Umwelt- und Klimaschutz, versucht, die Allgemeinheit bei der Dokumentation der Beschaffenheit der Bodenvegetation einzubinden, um auf Grundlage der dadurch erhobenen Daten weitere Erkenntnisse zum Umwelt- und Klimaschutz zu gewinnen.

### Umweltpraktikum
GLOBAL 2000 ermöglicht jungen Menschen ein Praktikum, das einen Blick in das Wesen von NGOs ermöglicht. Dieses Praktikum wurde im Jahr 2011 auch von der österreichischen UNESCO-Kommission ausgezeichnet.

### Auszeichnungen
GLOBAL 2000 verlieh im Vorfeld der UN-Klimakonferenz in Paris 2015 monatlich von September bis November an österreichische Klimawandelleugner und -bremser einen Negativpreis. Den ersten Preis erhielt die FPÖ-Umweltsprecherin Susanne Winter, die den Klimawandel als ein „einziges mediales Lügengebäude“ bezeichnete.
Danach erhielt diesen Preis der damalige Präsident der Wirtschaftskammer Österreich (WKO) Christoph Leitl mit seiner Aussage:

„Etwas zu fordern, das schlicht nicht machbar ist, und die Industrie aus Europa zu vertreiben in andere Länder, wo die Anforderungen noch viel geringer sind – das bringt's ja nicht.“